# Raid aérien sur Bluff Cove
Guerre des Malouines
Batailles
- Invasion argentine
- Géorgie du Sud
- Occupation (en)
- Paraquet
- Black Buck
- ARA General Belgrano
- ARA Alferez Sobral
- HMS Sheffield
- Île Pebble
- Mikado
- Sutton
- San Carlos
- HMS Ardent
- Seal Cove
- HMS Antelope
- Atlantic Conveyor
- HMS Coventry
- Goose Green
- Mount Kent
- Top Malo House
- Gazelle XX377
- Bluff Cove
- Many Branch Point
- Mount Harriet
- Two Sisters
- HMS Glamorgan
- Mount Longdon (en)
- Wireless Ridge (en)
- Mount Tumbledown (en)
- Port Stanley
- Île Thulé

Le raid aérien sur Bluff Cove a lieu le 8 juin 1982, pendant la guerre des Malouines. Les avions des Forces aériennes argentines (FAA) bombardent les embarcations de débarquement britanniques de la classe Round Table pendant leur débarquement, causant d'importants dégâts et de nombreuses victimes.

## Contexte
Depuis le 1er juin, les forces britanniques débarquées sur les îles Malouines avaient été renforcées par l'arrivée de 5 000 hommes appartenant à la 5e brigade d'infanterie. Le major-général Jeremy Moore disposant à présent de moyen suffisants pour lancer un assaut à grande échelle sur Port Stanley.
Des groupes de soldats appartenant au 2e bataillon du régiment parachutiste avancent en éclaireurs et occupent Fitzroy et Bluff Cove, qui avaient été abandonnés par les forces argentines. Des unités des Welsh Guards et des Scots Guards sont envoyées en soutien. Après que le navire de transport Atlantic Conveyor ait été coulé par les Argentins, les Britanniques ne disposaient plus que d'un seul hélicoptère de transport de troupes, le RAF CH-47 Chinook, Bravo November (en). Aussi, les renforts et le ravitaillement devait être acheminé par la mer.

## Frappes aériennes
Le 8 juin, alors que des troupes étaient en train de débarquer, les navires britanniques sont attaqués par deux vagues de A-4 Skyhawk de la 5e brigade aérienne des Forces aériennes argentines, chacun emportant trois bombes =bombes à ailettes à retardement de 500 livres de conception espagnole. Les chasseurs décollent de la base aérienne de Rio Gallegos, qui est surveillée à ce moment-là par le sous-marin nucléaire HMS Splendid. La première vague, composée à l'origine de huit avions, est réduite à cinq après que trois Skyhawks aient été contraints de retourner à leur base en raison de problèmes de ravitaillement.
Le sous-marin nucléaire HMS Valiant, en mission de surveillance radar au large de Rio Grande, parvient à suivre six chasseurs IAI Dagger ayant décollé de la base aérienne de Rio Grande pour une mission complémentaire et envoie un avertissement précoce, cependant le signal envoyé par le sous-marin ne parvient pas jusqu'aux forces britanniques stationnées à Bluff Cove. Quatre Mirage III effectuent une mission de diversion sur le nord des îles, pendant que le destroyer argentin ARA Santísima Trinidad produit des interférences radio pour parasiter les fréquences utilisées par les contrôleurs aériens de la Royal Navy pour diriger les opérations des Sea Harrier.

### Première vague
À environ 14 h 0 (heure locale), les navires RFA Sir Tristram et RFA Sir Galahad sont gravement endommagés par cinq A-4B du Grupo 5. Trois A-4 prennent le Sir Galahad pour cible, celui-ci est touché par trois bombes lancées par le premier-lieutenant Carlos Cachón. Le second Skyhawk ne parvient pas à larguer ses bombes et le troisième manque sa cible.
Les deux avions restant attaquent le Sir Tristram, qui est atteint par deux bombes lancées par le responsable de l'escadrille, le lieutenant Daniel Gálvez ; les bombes du dernier A-4 tombent à la mer. Les explosions et le feu qui se déclare à bord des deux bâtiments tuent 48 hommes à bord du Sir Galahad et deux membres d'équipage sur le Sir Tristram.

### Deuxième vague
À 16 h 50, une seconde vague, composée de quatre A-4B du Grupo 5 touche et coule un Landing Craft Utility rattaché au HMS Fearless, qui transportait des véhicules du quartier-général de la 5e brigade depuis Darwin jusqu'à Bluff Cove dans le détroit de Choiseul, entraînant la mort de six Royal Marines. Cependant, une patrouille aérienne de Sea Harrier se trouve déjà sur les lieux et répond à l'attaque ; trois Skyhawks sont abattus et leurs pilotes : le premier-lieutenant Danilo Bolzan, le lieutenant Juan Arrarás et l'enseigne Alfredo Vazquez, sont tués.
L'appareil de Bolzan est abattu par le lieutenant David Smith, alors que les deux autres Skyhawks sont abattus par le Flight Lieutenant David Morgan. Le quatrième appareil argentin est endommagé et perd une grande quantité de carburant, il parvient cependant à regagner le continent, assisté par un ravitailleur KC-130. Une troisième vague, composée d'A-4C du Grupo 4, arrive quelques minutes plus tard et frappe des cibles à terre, sans grand succès.

### Attaque sur le HMSPlymouth
Au cours d'un assaut distinct, la frégate HMS Plymouth est soudainement attaquée par six Daggers partis de Rio Grande, qui lâchent quatre bombes de 1 000 livres. La frégate est gravement endommagée et cinq membres d'équipage sont blessés. Bien que toutes les bombes aient fait long feu, l'attaque cause tout de même l'explosion d'au moins une charge de profondeur sur son pont d'envol.

## Conséquences et développements ultérieurs
Un total de 56 soldats britanniques sont tués et 150 blessés. Les caméras de télévision de la BBC enregistrent des images d'hélicoptères de la Royal Navy traversant d'épais nuages de fumée pour aller porter secours aux occupants des barges de débarquement en feu. Ces images font le tour du monde. Cependant, le général Mario Menendez, commandant des forces argentines sur les îles, est informé que des centaines d'hommes avaient été tués. Il s'attend alors à ce que le moral des troupes britanniques soit affecté et que leur avancée soit stoppée. Le Sir Galahad est trop endommagé pour pouvoir être réparé mais son sister ship survit au conflit et est réparé après la guerre. L'auteur américain Roobert Bolia rejettera la faute sur l'utilisation de grandes barges de débarquement alors que de plus petites barges auraient été plus compliquées à cibler. 
Le brigadier Julian Thompson déclarera :

« Elle [la 5e brigade] n'avait pas vu la Force aérienne argentine à l’œuvre, parce que pendant les cinq jours qu'elle avait passé sur place, le mauvais temps avait maintenu la Force aérienne argentine à distance ; ils n'avaient donc pas à quel point ces gars pouvaient être mortels. Je peux vous le dire, si j'avais été à bord de l'un de ces navires, j'aurais préféré nager jusqu'au rivage plutôt que de rester à bord. »

Parmi les blessés figure Simon Weston, qui apparaîtra par la suite dans un documentaire de la BBC et montrera le traitement qu'il avait reçu pour ses blessures. Weston a dû endurer 75 opérations en 22 ans, après avoir été brûlé au troisième degré sur 25 % de son corps. Au cours d'un autre documentaire, filmé en Argentine, il rencontre le pilote qui avait bombardé son navire, Carlos Cachón, qui avait alors pris sa retraite avec le grade de capitaine. Après une visite de Cachón et de sa famille chez Weston à Liverpool, les deux hommes devinrent amis.
Carlos Cachón est né près de Balcarce et a été élevé à Mar del Plata, où il vit toujours[Quand ?]. Il a occupé le poste de responsable de la sécurité dans l'annexe locale de la Banco de la Nación Argentina. Cachón a reçu le titre honorifique de « citoyen illustre » (équivalent de citoyen d'honneur) par le conseil municipal de Mar del Plata le 25 février 2010.
Après la guerre, un mémorial est érigé à Fitzroy en l'honneur des soldats britanniques tués pendant l'attaque,. Le 8 juin 2007, les vétérans des Welsh Guards ayant combattu pendant la guerre des Malouines érigent un mémorial en souvenir de leurs camarades tués à bord du Sir Galahad.

## Sources et bibliographie
- (en) Nigel West, Historical Dictionary of Naval Intelligence, Lanham, Md., Scarecrow Press, 2010, 406 p. (ISBN 978-0-8108-6760-4 et 0-8108-6760-5, lire en ligne)